# أل لوكاس (عازف جاز)
أل لوكاس هو عازف جاز كندي، ولد في 16 نوفمبر 1916 في وندسور في كندا، وتوفي في 19 يوليو 1983 في نيويورك في الولايات المتحدة.

## وصلات خارجية
- أل لوكاس على موقع ميوزك برينز (الإنجليزية)
- أل لوكاس على موقع أول ميوزيك (الإنجليزية)
- أل لوكاس على موقع ديسكوغز (الإنجليزية)